# A Legacy of Honor
A Legacy of Honor (с англ. Наследие чести) – дебютный полноформатный альбом проекта SoulSpell бразильского музыканта Хелено Вале, рок-опера в жанре пауэр-метал. Альбом был выпущен в 2008 году под лейблом Spiritual Beast в Японии и Hellion Records в Бразилии, в его записи приняли участие многие бразильские рок-музыканты. В 2010 году вышел альбом Labyrinth of Truths, продолжающий сюжетную линию A Legacy of Honor.

## Об альбоме

### Сюжет

Тобит. Официальный арт

События оперы разворачиваются в 2004 году н.э. в Румынии. Главный герой по имени Тобит – студент университета, где он учится вместе со своим другом Гермесом и девушкой Джудит. Последние несколько дней юношу мучают странные кошмары и видения, в которых фигурируют бесчисленные войны и демоны. Джудит, озабоченная его странным поведением, предложила ему отправиться в Долину Тойво. Однако посреди ночи Тобита начинает мучить чувство, будто они не там одни. Тобит и Джудит пытаются покинуть Долину, во время их бегства девушка внезапно исчезает, а герою неожиданно является некий дух, представившийся ангелом Арлимом. Ангел открывает Тобиту, что у того есть особый дар свыше, и что он уже прожил восемь жизней до этого.
В 1284 году до н.э. Тобит был египетским фараоном Рамзесом II, правившим в эпоху наивысшего расцвета древнего царства. В тот год в его владения вторгся князь тьмы Самаэль в облике хеттского царя Муваталли (Age of Silence). В 1118 году до н.э. Тобит возглавлял воинов Трои, защищая её от алчных греческих царей, лидер которых являлся очередным воплощением Самаэля. В тех же боях погибает жаждущий славы полубог Ахиллес, а брат Тобита Гермес влюбляется в гречанку Джудит, что приводит к роковой войне (Troy). Следующей инкарнацией Тобита был македонский царь Александр Великий, покоривший полмира и установивший связь между Европой и Азией. Об этой жизни герою рассказывает волшебник Хаамьех, которого привёл Арлим. Хаамьех некогда был преданным сподвижником Александра, ныне же он являлся мудрецом загадочного города богов (Alexandria). В 312 году нашей эры Тобит – император Рима Константин Великий – вступает в бой с Самаэлем-Максенцием за власть над империей. Около Мульвиева моста армия Тобита встретилась с многократно превосходящей его армией князя демонов, и вечером накануне битвы императору является видение в небе: буквы ХР, первые две буквы имени Иисуса Христа, вместе со словами "Под этим знаком ты победишь". Солдаты Тобита нанесли на свои щиты знак креста и одержали победу (Milvian Bridge).

Джудит. Официальный арт

В 1200 году н.э. герой, бывший кузнецом, принимает участие в очередном крестовом походе. В это время египетский султан Саладин, движимый Самаэлем, пытается отбить у христиан Иерусалим. В итоге Тобит вынужден принять командование силами крестоносцев при поддержке рыцаря Гермеса, для которого он в своё время ковал оружие (The Blacksmith). Следующим воплощением Тобита  был румынский князь Влад Цепеш по прозвищу Дракула, незаслуженно обвинённый в зверствах и прочих чёрных делах. В итоге он был предан своим братом, перешедшим на сторону турок, о чём ему сообщает дух природы Хобб. Вскоре его страна была захвачена врагом (The Impaler). В 1492 году н.э. Тобит-Христофор Колумб отправляется на поиски пути в Индию. В океане ему приходится преодолевать угрозы со стороны Хобба в образе бога Посейдона, но в конце концов он открывает европейцам дорогу в Америку (A Little Too Far). Предпоследняя жизнь Тобита протекала в Германии. Он не может понять мотивов нацистов во главе с Адольфом Гитлером. Тобит оказывается схвачен немецкими солдатами, и его единственной надеждой становится солдат Гермес. Но несмотря ни на что он понимает, что даже не обладая силой и властью, он может жить честно и достойно (Army of Just One Mind).
Услышав от Арлима историю своих жизней, Тобит пытается осознать кто же он такой, является ли его судьба даром или проклятием. Одновременно герой вспоминает женщину – Джудит – которую он любил на протяжении всех своих жизней. Тобита посещают мысли о том, как он может изменить мир с помощью своих способностей, и он размышляет о том, какую силу таят в себе души людей (Soulspell). Во время этих мечтаний к нему является его старый противник Самаэль. Он предлагает Тобиту использовать его силу исключительно ради собственного удовольствия. Князь тьмы лжёт герою, уверяя, что тот является его сыном, и Тобит принимает его предложение. Одновременно в его голове возникают образы его любимой Джудит и Небесного Владыки, предупреждающих его об опасности подобного выбора (Weight of Evil). В итоге Тобит преодолевает искушение Самаэля и оказывается перед выбором: жить снова или навеки отправиться в рай. С помощью Хаамьеха он пытается понять, что хорошего есть в его смертной жизни (Eternal Skies). Тобит наконец посещает город богов на небесах, куда его проводит волшебник, однако разгневанный Самаэль предпринимает последнюю попытку завладеть душой героя. Заманив Тобита в его дом, князь тьмы пытается убедить его, что он лишь ошибка Бога, человек, застрявший во времени. Герой заново переживает худшие моменты своей жизни, но ничему не удаётся сломить его. Тогда, сославшись на заключённую ими ранее кровную сделку, Самаэль низвергает Тобита в ад. Князь тьмы провозглашает свою победу, а на героя набрасываются голодные демоны, однако с помощью силы своей души, Тобит вырывается из ада, взлетев на небеса.
Несколько лет спустя во время празднования его дня рождения, Джудит сообщает Тобиту, что она ждёт ребёнка. В итоге герой больше не думает о вечности, бессмертии, ангелах и демонах, а решает жить обычной жизнью со своей семьёй, зная, что когда его не станет, сын Тобита продолжает его славную жизнь (The Last Life).
История Тобита и его семьи получила дальнейшее развитие на альбоме Labyrinth of Truths.

## Список композиций
1. The Gatehring - 1:33
2. Age of Silence - 5:16
3. Troy - 3:43
4. Alexandria - 4:33
5. Milvian Bridge - 4:43
6. The Blacksmith - 4:19
7. The Impaler - 6:14
8. A Little Too Far - 5:05
9. Army of Just One Mind - 4:49
10. Soulspell - 4:21
11. Weight of Evil - 4:16
12. Eternal Skies - 3:16
13. The Last Life - 9:05
14. Eternal Skies (демоверсия, бонус-трек с японского издания) - 3:16

## Участники записи
- Композитор – Хелено Вале, Фабиана Оливейра (композиции 4 и 8)
- Сценарий – Хелено Вале, Эдуардо Фрезе
- Продюсер – Тито Фалачи
- Оформление обложки – Дж. П. Форнье

### Вокалисты
- Тобит – Леонардо Касоило (на всех композициях, кроме 1 и 4)
- Самаэль, князь демонов – Нандо Фернандес (на 2, 3, 5, 6, 9, 11, 13)
- Ахиллес, полубог – Ренато Трибузи (на 3)
- Хобб, дух природы – Бруно Майа (на 5, 7, 8)
- Гермес, воин – Кристиан Пассо (на 2, 3, 6, 9)
- Арлим, ангел – Тито Фалачи (на 2, 4, 6, 7)
- Амон, египетский бог – Лури Сансон (на 2)
- Небесный Владыка – Марио Линхарес (на 10, 11)
- Джудит, принцесса – Дайза Манхоз (на 3, 4, 8, 10, 11, 13)
- Хаамьех, волшебник – Морисио Дель Бьянко (на 4, 12, 13)

### Инструменталисты
- Фабиана Оливейра – Клавишные
- Фиаго Амендола – Ритм- и соло-гитара
- Даниэль Мансо – Ритм- и соло-гитара
- Клейтон Карвало – Ритм-гитара
- Тито Фалачи – Бас-гитара
- Джосе Кардилло – Клавишные (на 11, 13)
- Дерли Понтес – Гитара (на 13)
- Хелено Вале – Ударные